# Bim bam bum (teatro)
Bim bam bum fue una compañía de revistas chilena que se presentó entre 1953 y 1978 en el Teatro Ópera de Santiago, ubicado en calle Huérfanos 837.
En él, actuaron las vedetes Taty Segura, Moria Casán, Thelma Tixou, Nélida Lobato, Ámbar La Fox, Ethel Rojo, Amelita Vargas, Paty Cofré, Christian Collivino, Coccinelle, Martita Erices, Ruth Keller (La Paillaco), Susana Giménez, Maggie Lay y Marcia Torres, y los actores y humoristas Tun Tun, Manolo González, Gabriel Araya y Daniel Vilches. También hicieron su debut como show woman las actrices profesionales Peggy Cordero y Violeta Vidaurre.

## Historia

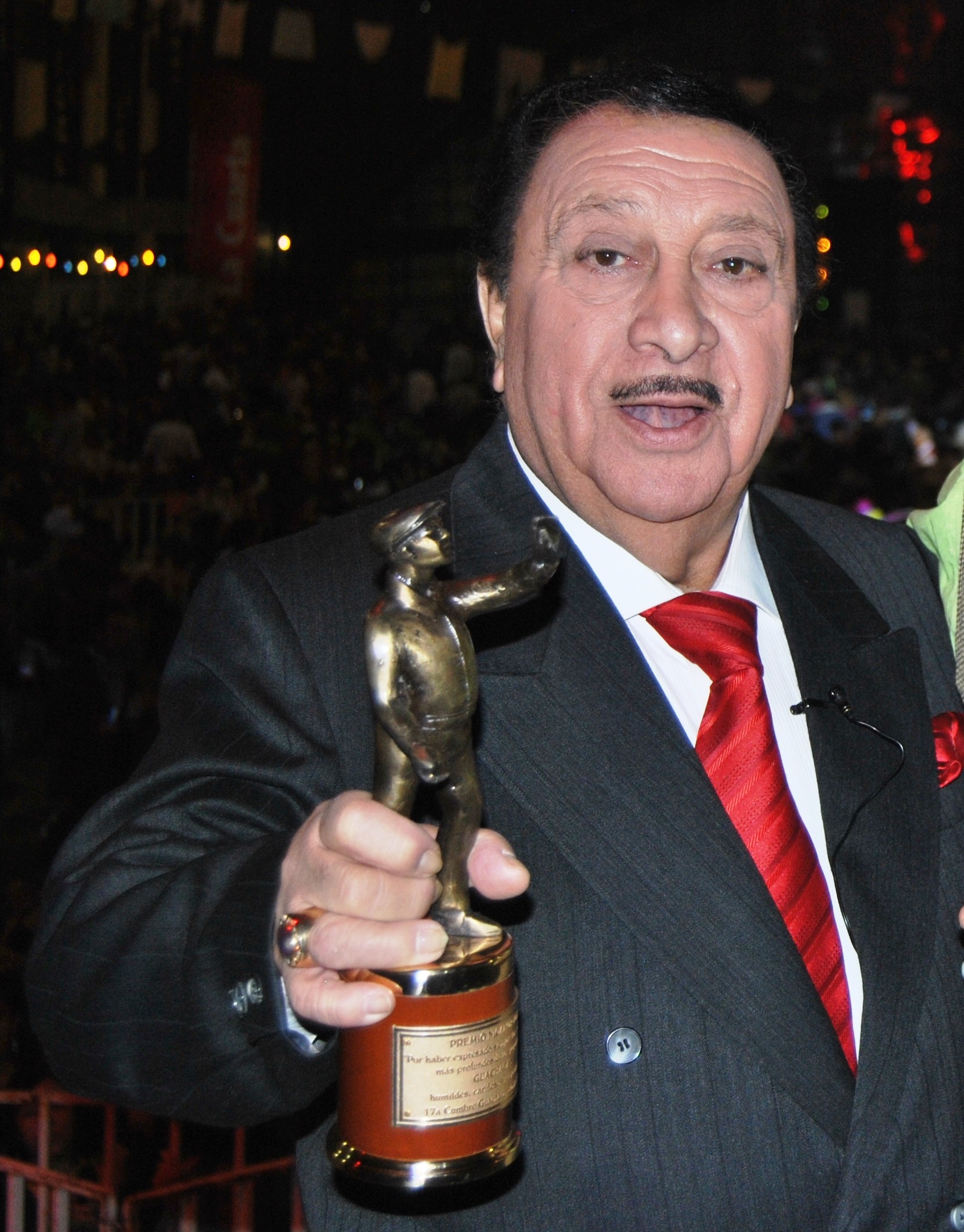
El actor Daniel Vilches trabajó en el Bim bam bum.

Fue creado en 1953 por el empresario uruguayo Buddy Day en la calle Huérfanos ya que la consideró similar a la avenida Corrientes de Buenos Aires por ser un eje comercial y tener un alto tráfico vehicular (en aquel tiempo, Huérfanos todavía no se había convertido en paseo peatonal). En el lugar había funcionado antes el Banco Hipotecario de Chile y posteriormente el Banco Alemán Transatlántico, embargado a consecuencia de la Segunda Guerra Mundial. Luego se instaló la Boite Casanova, donde Buddy Day era músico.
Hasta entonces, las revistas en Santiago se centraban en el humor pícaro pero el Bim bam bum impuso el glamur, por lo que se ha dicho que «era un pedacito de Europa en la calle Huérfanos». La primera revista musical se llamaba ¡Qué churros con bikinis!, de Eugenio Retes, y fue estrenada el 23 de enero de 1953. La coreografía estuvo a cargo del bailarín Eugenio D'Arcy. A partir de entonces fue cambiando de espectáculo cada 45 días. Entre los guionistas se contaron, además de Eugenio Retes, Eduardo de Calixto, René Olivares y Rafael Frontaura.
Con la llegada de la televisión, el toque de queda de los años setenta establecido por la dictadura militar liderada por Augusto Pinochet, y la aparición del impuesto al valor agregado, algunos teatros se vieron obligados a cerrar. Uno de ellos fue el Bim bam bum, que exhibió su última función en 1978.

## Miniserie
En 2013, se estrenó una miniserie que recreaba el mundo del Bim bam bum. Fue dirigida por Matías Stagnaro, escrita por Luis Ponce y Luz Croxatto, y producida por Invercine con fondos del Consejo Nacional de Televisión. El reparto incluyó a Juanita Ringeling, Pablo Cerda, Celine Reymond, Bastián Bodenhöfer, Andrea Dellacasa, Catalina Pulido, Otilio Castro, Anita Reeves, Álvaro Escobar, Javiera Díaz de Valdés, Sebastián Layseca y Américo. Fue emitida por TVN y tuvo once capítulos. Contaba la historia de Laura Arrieta Ugarte, una mujer que llegaba a Santiago a trabajar en el teatro de revista y se involucraba en un crimen.